# Tro Bro Leon 2013
La 30e édition du Tro Bro Leon a eu le 14 avril 2013. Cette course cycliste bretonne fait partie du calendrier UCI Europe Tour 2013 en catégorie 1.1.

## Présentation

### Équipes
Classé en catégorie 1.1 de l'UCI Europe Tour, le Tro Bro Leon est par conséquent ouvert aux UCI ProTeams dans la limite de 50 % des équipes participantes, aux équipes continentales professionnelles, aux équipes continentales et aux équipes nationales.
| Nom de l'équipe  | Pays     | Code |
| ---------------- | -------- | ---- |
| AG2R La Mondiale | France   | ALM  |
| FDJ              | France   | FDJ  |
| Vacansoleil-DCM  | Pays-Bas | VCD  |

| Nom de l'équipe         | Pays        | Code |
| ----------------------- | ----------- | ---- |
| BigMat-Auber 93         | France      | BIG  |
| Doltcini-Flanders       | Belgique    | DOL  |
| Etixx-iHNed             | Tchéquie    | ETI  |
| La Pomme Marseille      | France      | LPM  |
| Raleigh                 | Royaume-Uni | RAL  |
| Roubaix Lille Métropole | France      | RLM  |

| Nom de l'équipe              | Pays           | Code |
| ---------------------------- | -------------- | ---- |
| Androni Giocattoli-Venezuela | Italie         | AND  |
| Bretagne-Séché Environnement | France         | BSE  |
| Caja Rural-Seguros RGA       | Espagne        | CJR  |
| Champion System              | Chine          | CSS  |
| Cofidis                      | France         | COF  |
| Crelan-Euphony               | Belgique       | CRE  |
| Europcar                     | France         | EUC  |
| IAM                          | Suisse         | IAM  |
| MTN-Qhubeka                  | Afrique du Sud | MTN  |
| Sojasun                      | France         | SOJ  |
| Topsport Vlaanderen-Baloise  | Belgique       | TSV  |

## Classement final
|    | Coureur             | Équipe                       |    | Temps           |
| -- | ------------------- | ---------------------------- | -- | --------------- |
| 1  | Francis Mourey      | FDJ                          | en | 5 h 12 min 43 s |
| 2  | Johan Le Bon        | FDJ                          | +  | 58 s            |
| 3  | Anthony Geslin      | FDJ                          |    | 1 min 16 s      |
| 4  | Gert Jõeäär         | Cofidis                      |    | 1 min 16 s      |
| 5  | Rémi Cusin          | IAM                          |    | 1 min 16 s      |
| 6  | Cyril Lemoine       | Sojasun                      |    | 1 min 16 s      |
| 7  | Pierre-Luc Périchon | Bretagne-Séché Environnement |    | 1 min 20 s      |
| 8  | Cédric Pineau       | FDJ                          |    | 2 min 48 s      |
| 9  | Florian Vachon      | Bretagne-Séché Environnement |    | 2 min 48 s      |
| 10 | Koen Barbé          | Crelan-Euphony               |    | 2 min 52 s      |